# Scottish FA Cup 1895/96
Der Scottish FA Cup wurde 1895/96 zum 23. Mal ausgespielt. Der wichtigste schottische Fußballpokalwettbewerb begann am 11. November 1895 und endete mit dem Finale am 14. März 1896, in dem sich Heart of Midlothian gegen die Hibs im Edinburgh Derby mit 3:1 durchsetzen konnte. Das Spiel wurde im Logie Green in Edinburgh ausgetragen und sollte bis heute das einzige Schottische Pokalfinale sein das nicht in Glasgow ausgespielt wurde. Die Hearts feierten in dieser Zeit die größten Erfolge in der Klubgeschichte mit zwei Meisterschaften und vier gewonnenen Pokalsiegen.

## 1. Runde
Ausgetragen wurden die Begegnungen am 11. November 1895. Die beiden Wiederholungsspiele fanden am 2. Januar 1896 statt.
|                       | Ergebnis |                     |
| --------------------- | -------- | ------------------- |
| FC Annbank            | 3:2      | FC Kilmarnock       |
| FC Arbroath           | 5:0      | FC King’s Park      |
| FC Ayr                | 3:2      | FC Abercorn         |
| FC Blantyre           | 01:12    | Heart of Midlothian |
| Celtic Glasgow        | 2:4      | FC Queen’s Park     |
| FC Dumbarton          | 1:1      | Glasgow Rangers     |
| FC East Stirlingshire | 2:3      | Hibernian Edinburgh |
| Lochgelly United      | 2:2      | Raith Rovers        |
| Greenock Morton       | 2:3      | FC Dundee           |
| FC Polton Vale        | 0:3      | FC Clyde            |
| Port Glasgow Athletic | 4:2      | FC Arthurlie        |
| FC Renton             | 1:0      | FC Cowdenbeath      |
| FC St. Bernard’s      | 8:1      | FC Clackmannan      |
| FC St. Johnstone      | 4:3      | Dundee Wanderers    |
| FC St. Mirren         | 7:0      | Alloa Athletic      |
| Third Lanark          | 6:0      | Leith Athletic      |

### Wiederholungsspiele
|                  | Ergebnis |              |
| ---------------- | -------- | ------------ |
| Lochgelly United | 2:5      | Raith Rovers |
| Glasgow Rangers  | 3:1      | FC Dumbarton |

## 2. Runde
Ausgetragen wurden die Begegnungen am 25. Januar 1896.
|                     | Ergebnis |                       |
| ------------------- | -------- | --------------------- |
| FC Arbroath         | 3:1      | FC St. Johnstone      |
| FC Ayr              | 1:5      | Heart of Midlothian   |
| Hibernian Edinburgh | 6:1      | Raith Rovers          |
| FC Queen’s Park     | 8:1      | Port Glasgow Athletic |
| Glasgow Rangers     | 5:0      | FC St. Mirren         |
| FC Renton           | 2:1      | FC Clyde              |
| FC St. Bernard’s    | 2:0      | FC Annbank            |
| Third Lanark        | 4:1      | FC Dundee             |

## Viertelfinale
Ausgetragen wurden die Begegnungen am 8. Februar 1896. Das Wiederholungsspiel fand am 15. Februar 1896 statt.
|                 | Ergebnis |                     |
| --------------- | -------- | ------------------- |
| FC Arbroath     | 0:4      | Heart of Midlothian |
| FC Queen’s Park | 2:3      | FC St. Bernard’s    |
| Glasgow Rangers | 2:3      | Hibernian Edinburgh |
| Third Lanark    | 3:3      | FC Renton           |

### Wiederholungsspiel
|           | Ergebnis |              |
| --------- | -------- | ------------ |
| FC Renton | 2:0      | Third Lanark |

## Halbfinale
Ausgetragen wurden die Begegnungen am 22. Februar 1896.
|                     | Ergebnis |                  |
| ------------------- | -------- | ---------------- |
| Heart of Midlothian | 1:0      | FC St. Bernard’s |
| Hibernian Edinburgh | 2:1      | FC Renton        |

## Finale
| Heart of Midlothian                      | Heart of Midlothian | Hibernian Edinburgh | Hibernian Edinburgh |
| ---------------------------------------- | --- | --- | ------------------- |
| Heart of Midlothian                      | \| 14. März 1896 in Edinburgh (Logie Green) \| \| Ergebnis: 3:1 \| \| Zuschauer: 16.034 \| \| Schiedsrichter: W. McLeod ( Schottland) \| \| Spielbericht \| | \| 14. März 1896 in Edinburgh (Logie Green) \| \| Ergebnis: 3:1 \| \| Zuschauer: 16.034 \| \| Schiedsrichter: W. McLeod ( Schottland) \| \| Spielbericht \| | Hibernian Edinburgh |
| Heart of Midlothian                      | Fairbairn, McCartney, Mirk, Isaac Begbie, Russell, George Hogg, Mclaren, Davie Baird, Willie Michael, John Walker, Alexander King                           | Pat McCall, Tom Robertson, Thomas McFarlane, Barney Breslin, Bobby Neill, James Murphy, Pat Murray, Jack Kennedy, Willie Groves, Willie Smith, John O’Neill | Hibernian Edinburgh |
| Heart of Midlothian                      | Davie Baird Alexander King Willie Michael | John O’Neill | Hibernian Edinburgh |
| 14. März 1896 in Edinburgh (Logie Green) | | |                     |
| Ergebnis: 3:1                            | | |                     |
| Zuschauer: 16.034                        | | |                     |
| Schiedsrichter: W. McLeod ( Schottland)  | | |                     |
| Spielbericht                             | | |                     |